# Valga
Valga (německy Walk) je město na estonsko-lotyšské hranici. Tento článek pojednává o estonské části města, která je největším městem kraje Valgamaa a zároveň správním centrem obce Valga. Lotyšská část tohoto souměstí se nazývá Valka.

## Partnerská města
- Durbuy, Belgie
- Hallsberg, Švédsko
- Haparanda, Švédsko
- Kalundborg, Dánsko
- Kobylnica, Polsko
- Kościelisko, Polsko
- Lübz, Německo
- Novgorod, Rusko
- Oakland, USA
- Orimattila, Finsko
- Tornio, Finsko
- Uusikaupunki, Finsko
- Valka, Lotyšsko
- Östhammar, Švédsko